# Davide Nicola
Davide Nicola (Luserna San Giovanni, 5 de março de 1973) é um ex-futebolista e treinador de futebol italiano que atuava como lateral-direito. Atualmente comanda o Cagliari.

## Carreira
Em sua carreira profissional, Nicola jogou por mais tempo no Genoa, onde se profissionalizou em 1992. Em 9 anos defendendo os Grifoni, o lateral participou de 166 jogos e fez 4 gols, vencendo o Torneio Anglo-Italiano de 1994–95. Ainda vinculado ao Genoa, foi emprestado para Fidelis Andria, Ancona e Pescara, atuando por uma temporada em cada clube.
Teve ainda destacada passagem pela Ternana, entre 2002 e 2005, além de outro período de empréstimo - atuou pelo Siena em 2004–05. Vestiu também as camisas de Torino, Spezia, Ravenna e Lumezzane, onde acumulou as 2 funções na temporada 2010–11, quando se aposentou como jogador.
Permaneceria no Lumezzane até 2012, treinando ainda Livorno, Bari, Crotone e Udinese, voltando ao Genoa em dezembro de 2019, substituindo o ítalo-brasileiro Thiago Motta.

## Curiosidades
- Durante o Torneio Anglo-Italiano de 1995–96, Nicola foi flagrado beijando uma policial na lateral do campo[6].
- Em 2016, quando treinava o Crotone (que estreava na Série A italiana), prometeu andar de bicicleta até Turim caso evitasse o rebaixamento da equipe da Calábria à segunda divisão - após 36 rodadas consecutivas no Z-3, o Crotone terminou o campeonato em 17º lugar.

## Títulos
Genoa
- Torneio Anglo-Italiano: 1 (1994–95)

Lumezzane
- Coppa Italia Lega Pro: 1 (2009–10)